# ACF Fiorentina 2010-2011
Questa voce raccoglie le informazioni riguardanti l'ACF Fiorentina nelle competizioni ufficiali della stagione 2010-2011.

## Stagione

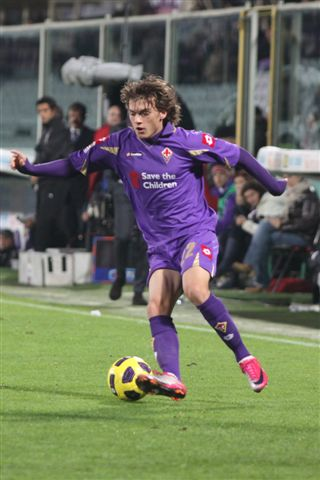
Adem Ljajić

La Fiorentina cambia allenatore dopo 5 anni, al posto di Cesare Prandelli, passato in Nazionale, arriva dal Catania Siniša Mihajlović. Oltre all'allenatore cambia anche il suo staff, viene acquistato Gaetano D'Agostino dall'Udinese, vengono rinnovate comproprietà di giocatori della primavera e cede in prestito al Monaco 1860 Savio Nsereko appena tornato dal Bologna.
Il 14 luglio viene ufficializzato l'acquisto del portiere Artur Boruc dal Celtic. Il calciomercato della società gigliata terminerà con l'acquisto di Alessio Cerci dalla Roma a causa del grave infortunio riportato negli allenamenti pre-campionato da Stevan Jovetić e della squalifica che terrà fermo Adrian Mutu fino a ottobre.
Dopo un avvio molto problematico, dovuto anche a numerosissimi infortuni e che ha visto la compagine viola veleggiare per qualche giornata all'ultimo posto in classifica, la Fiorentina ha recuperato punti non riuscendo però né a dimostrare un buon gioco né un rendimento paragonabile a quello delle stagioni precedenti. Assente dall'Europa ed eliminata presto dalla Coppa Italia, ottiene a fine stagione uno scialbo nono posto senza dare mai l'impressione di poter ambire a qualche piazzamento seppur minore.

## Divise e sponsor
Lo sponsor tecnico per la stagione 2010-2011 è ancora Lotto.
La divisa è composta da una maglia con colletto a tinta unita viola con piccole inserzioni color oro e con i loghi della Lotto sulle maniche, i pantaloncini viola con bordi dorati e i calzettoni viola. La divisa di riserva è completamente bianca con piccole inserzioni color viola, mentre la terza divisa torna alle sue vecchie origini adottando il colore giallo con piccole inserzioni color viola.
Dopo alcune partite precampionato in cui al posto dello sponsor sulla divisa c'è stata la scritta "Il calcio è un divertimento" (nelle varianti inglese e spagnola per le amichevoli con Tottenham e Valencia), la Fiorentina decide di sostenere, per le gare ufficiali, l'organizzazione umanitaria Save the Children, in particolare la campagna Every One.
Dal 7 gennaio 2011 (quindi dalla prima partita ufficiale Fiorentina-Brescia del 9 gennaio) il nuovo sponsor per la restante parte della stagione è la casa automobilistica giapponese Mazda, che ha legato la partnership con i viola fino alla stagione 2012-2013.
| Casa | Trasferta | Terza Divisa |

## Organigramma societario
Area direttiva
- Presidente: Mario Cognigni
- Vice Presidente: posto vacante
- Amministratore delegato: Sandro Mencucci
- Direttore Operativo: Gian Luca Baiesi
- Consiglieri con delega: Carlo Montagna, Giovanni Montagna
- Consiglieri: Paolo Borgomanero, Maurizio Boscarato, Paolo Panerai, Gino Salica, Stefano Sincini

Area organizzativa
- Segreteria sportiva: Fabio Bonelli
- Team manager: Roberto Ripa
- Responsabile amministrativo: Gian Marco Pachetti

Area comunicazione
- Responsabile area comunicazione: Salvatore Cuccu
- Addetto stampa: Gian Luca Voulaz

Area tecnica
- Direttore sportivo e responsabile area tecnica: Pantaleo Corvino
- Allenatore: Siniša Mihajlović
- Allenatore in seconda: Dario Marcolin
- Collaboratori tecnici: posto vacante
- Preparatore atletico: posto vacante
- Preparatore dei portieri: posto vacante
- Magazzinieri: Romeo

Area sanitaria
- Responsabile sanitario: Dr. Paolo Manetti
- Medico sociale: Dr. Andrea Capalbo
- Fisioterapista: Mauro Citzia
- Scientific advisor: Giuseppe Gueli
- Massaggiatori: Maurizio Fagorzi, Daniele Misseri

Area marketing
- Responsabile area marketing: Salvatore Cuccu
- Responsabile area biglietteria: Massimiliano Agostinelli

## Rosa

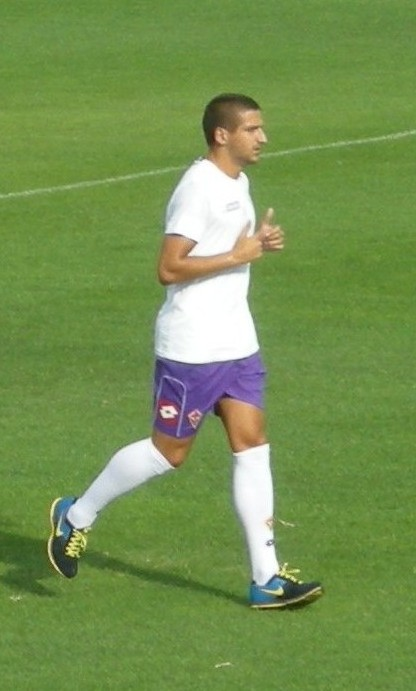
Alessandro Gamberini

| N. |                       | Ruolo | Calciatore                    |
| -- | --------------------- | ----- | ----------------------------- |
| 1  | Francia (bandiera)    | P     | Sébastien Frey                |
| 2  | Danimarca (bandiera)  | D     | Per Krøldrup                  |
| 4  | Italia (bandiera)     | C     | Marco Donadel (vice capitano) |
| 5  | Italia (bandiera)     | D     | Alessandro Gamberini          |
| 6  | Perù (bandiera)       | C     | Juan Manuel Vargas            |
| 7  | Argentina (bandiera)  | C     | Mario Alberto Santana         |
| 8  | Montenegro (bandiera) | A     | Stevan Jovetić                |
| 9  | Senegal (bandiera)    | A     | Khouma el Babacar             |
| 10 | Romania (bandiera)    | A     | Adrian Mutu                   |
| 11 | Italia (bandiera)     | A     | Alberto Gilardino             |
| 12 | Brasile (bandiera)    | P     | Marcos Miranda                |
| 14 | Italia (bandiera)     | D     | Cesare Natali                 |
| 15 | Italia (bandiera)     | C     | Cristiano Zanetti             |
| 16 | Brasile (bandiera)    | D     | Felipe                        |
| 17 | Ghana (bandiera)      | C     | Amidu Salifu                  |
| 18 | Italia (bandiera)     | C     | Riccardo Montolivo (capitano) |
| 19 | Ghana (bandiera)      | C     | Daniel Kofi Agyei             |
| 20 | Senegal (bandiera)    | C     | Papa Waigo                    |
| 21 | Italia (bandiera)     | C     | Gaetano D'Agostino            |
| 22 | Serbia (bandiera)     | C     | Adem Ljajić                   |
| 23 | Italia (bandiera)     | D     | Manuel Pasqual                |

| N. |                      | Ruolo | Calciatore           |
| -- | -------------------- | ----- | -------------------- |
| 24 | Italia (bandiera)    | C     | Alessio Cerci        |
| 25 | Italia (bandiera)    | D     | Gianluca Comotto     |
| 26 | Brasile (bandiera)   | A     | Ryder Matos          |
| 27 | Svizzera (bandiera)  | A     | Haris Seferović      |
| 28 | Argentina (bandiera) | C     | Mario Bolatti        |
| 29 | Italia (bandiera)    | D     | Lorenzo De Silvestri |
| 30 | Serbia (bandiera)    | D     | Nikola Gulan         |
| 31 | Italia (bandiera)    | D     | Michele Camporese    |
| 32 | Italia (bandiera)    | C     | Marco Marchionni     |
| 33 | Italia (bandiera)    | P     | Andrea Seculin       |
| 34 | Italia (bandiera)    | P     | Tommaso Scuffia      |
| 35 | Serbia (bandiera)    | P     | Vlada Avramov        |
| 36 | Italia (bandiera)    | C     | Federico Carraro     |
| 37 | Ghana (bandiera)     | A     | Boadu Maxwell Acosty |
| 38 | Italia (bandiera)    | C     | Max Taddei           |
| 39 | Italia (bandiera)    | D     | Federico Masi        |
| 40 | Italia (bandiera)    | D     | Cristiano Piccini    |
| 41 | Italia (bandiera)    | P     | Luca Lezzerini       |
| 84 | Polonia (bandiera)   | P     | Artur Boruc          |
| 85 | Svizzera (bandiera)  | C     | Valon Behrami        |
| 89 | Brasile (bandiera)   | P     | Neto                 |

## Calciomercato

### Sessione estiva(dall'1/7 al 31/8)
| Acquisti | Acquisti              | Acquisti    | Acquisti                          |
| R.       | Nome                  | da          | Modalità                          |
| -------- | --------------------- | ----------- | --------------------------------- |
| P        | Artur Boruc           | Celtic      | definitivo (3,5 milioni €)        |
| D        | Felipe                | Udinese     | riscatto (6 milioni €)            |
| D        | Nikola Gulan          | Empoli      | fine prestito                     |
| D        | Massimiliano Tagliani | Gallipoli   | fine prestito                     |
| C        | Gaetano D'Agostino    | Udinese     | compartecipazione (4,5 milioni €) |
| C        | Savio Nsereko         | Bologna     | fine prestito                     |
| C        | Alessio Cerci         | Roma        | definitivo (4 milioni €)          |
| A        | Samuel Di Carmine     | Gallipoli   | fine prestito                     |
| A        | Jefferson             | Cassino     | fine prestito                     |
| A        | Piergiuseppe Maritato | Gallipoli   | fine prestito                     |
| A        | Papa Waigo            | Southampton | fine prestito                     |

| Cessioni | Cessioni              | Cessioni    | Cessioni                 |
| R.       | Nome                  | a           | Modalità                 |
| -------- | --------------------- | ----------- | ------------------------ |
| D        | Ramzi Aya             | Reggiana    | prestito                 |
| D        | Samuele Bettoni       | Prato       | prestito                 |
| D        | Ondřej Mazuch         | Anderlecht  | riscatto (1,3 milioni €) |
| D        | Massimiliano Tagliani | Ravenna     | comproprietà             |
| C        | Massimo Gobbi         |             | svincolato               |
| C        | Savio Nsereko         | Monaco 1860 | prestito (0,2 milioni €) |
| C        | Francesco Di Tacchio  | Frosinone   | prestito                 |
| A        | Samuel Di Carmine     | Frosinone   | comproprietà             |
| A        | Jefferson             | Eupen       | prestito                 |
| A        | Keirrison             | Barcellona  | fine prestito            |
| A        | Lorenzo Morelli       | Prato       | compartecipazione        |
| A        | Piergiuseppe Maritato | Reggiana    | prestito                 |

### Sessione invernale(dall'1/1 all'31/1)
| Acquisti | Acquisti               | Acquisti         | Acquisti                   |
| R.       | Nome                   | da               | Modalità                   |
| -------- | ---------------------- | ---------------- | -------------------------- |
| P        | Filippo Di Prete       | Voghera          | fine prestito              |
| P        | Norberto Murara Neto   | Athl. Paranaense | definitivo (3 milioni €)   |
| C        | Gustavo Costa Loureiro | Sestri Levante   | fine prestito              |
| C        | Giacomo Lepri          | Paganese         | definitivo                 |
| C        | Savio Nsereko          | Monaco 1860      | fine prestito              |
| C        | Valon Behrami          | West Ham Utd     | definitivo (4,5 milioni €) |
| C        | Amidu Salifu           | Vicenza          | compartecipazione          |

| Cessioni | Cessioni          | Cessioni               | Cessioni                 |
| R.       | Nome              | a                      | Modalità                 |
| -------- | ----------------- | ---------------------- | ------------------------ |
| D        | Felipe            | Cesena                 | prestito                 |
| C        | Papa Waigo        | Grosseto               | prestito                 |
| C        | Giacomo Lepri     | San Marino             | compartecipazione        |
| C        | Savio Nsereko     | PSFK Černomorec Burgas | prestito                 |
| C        | Cristiano Zanetti | Brescia                | definitivo               |
| C        | Lorenzo Gonnelli  | Livorno                | definitivo               |
| C        | Bolatti           | Internacional          | definitivo (5 milioni €) |

## Risultati

### Serie A

#### Girone di andata
| Arbitro: | Gervasoni (Mantova) |

|                |           |           |
| D'Agostino 50’ | Marcatori | 7’ Cavani |

| Arbitro: | Orsato (Schio) |

|               |           |  |
| Di Michele 9’ | Marcatori |  |

| Arbitro: | Damato (Barletta) |

|                   |           |                       |
| Ljajić 19’ (rig.) | Marcatori | 32’ Ledesma 62’ Kozák |

| Arbitro: | Tagliavento (Terni) |

|           |           |               |
| Mesto 17’ | Marcatori | 11’ Gilardino |

| Arbitro: | Romeo (Verona) |

|                                    |           |  |
| Ljajić 61’ (rig.) De Silvestri 76’ | Marcatori |  |

| Arbitro: | Mazzoleni (Bergamo) |

|               |           |                        |
| Gilardino 58’ | Marcatori | 20’ Iličič 37’ Pastore |

| Arbitro: | Brighi (Cesena) |

|                         |           |               |
| Ziegler 81’ Cassano 82’ | Marcatori | 6’ Marchionni |

| Arbitro: | Morganti (Ascoli Piceno) |

|                           |           |              |
| Donadel 34’ Gilardino 82’ | Marcatori | 90+1’ Parisi |

| Catania 31 ottobre 2010, ore 20:45 CET 9ª giornata | Catania           | 0 – 0 referto | Fiorentina | Stadio Angelo Massimino (13.990 spett.)\| Arbitro: \| Rizzoli (Bologna) \| |
| Arbitro:                                           | Rizzoli (Bologna) |               |            |                                                                            |

| Arbitro: | Russo (Nola) |

|           |           |  |
| Cerci 80’ | Marcatori |  |

| Arbitro: | Bergonzi (Genova) |

|                                          |           |                              |
| Simplício 45’ Borriello 51’ Perrotta 77’ | Marcatori | 69’ Gilardino 89’ D'Agostino |

| Arbitro: | Giannoccaro (Lecce) |

|               |           |  |
| Gilardino 59’ | Marcatori |  |

| Arbitro: | Damato (Barletta) |

|                 |           |  |
| Ibrahimović 45’ | Marcatori |  |

| Arbitro: | Valeri (Roma) |

|          |           |                 |
| Pepe 82’ | Marcatori | 4’ (aut.) Motta |

| Arbitro: | Peruzzo (Schio) |

|          |           |  |
| Mutu 52’ | Marcatori |  |

| Arbitro: | De Marco (Chiavari) |

|                          |           |             |
| Armero 63’ Di Natale 80’ | Marcatori | 31’ Santana |

| Arbitro: | Damato (Barletta) |

|             |           |                                 |
| Pasqual 33’ | Marcatori | 6’ (aut.) Camporese 62’ Pazzini |

| Arbitro: | Giannoccaro (Lecce) |

|            |           |             |
| Di Vaio 5’ | Marcatori | 67’ Santana |

| Arbitro: | Mazzoleni (Bergamo) |

|                                      |           |                          |
| Gilardino 72’ Santana 86’ Ljajić 87’ | Marcatori | 30’ Diamanti 49’ Córdova |

#### Girone di ritorno
| Napoli 15 gennaio 2011, ore 18:00 CET 20ª giornata | Napoli          | 0 – 0 referto | Fiorentina | Stadio San Paolo (49.443 spett.)\| Arbitro: \| Banti (Livorno) \| |
| Arbitro:                                           | Banti (Livorno) |               |            |                                                                   |

| Arbitro: | Massa (Imperia) |

|               |           |                |
| Gilardino 56’ | Marcatori | 29’ Di Michele |

| Arbitro: | De Marco (Chiavari) |

|                       |           |  |
| Kozák 69’ (rig.), 73’ | Marcatori |  |

| Arbitro: | Celi (Campobasso) |

|             |           |  |
| Santana 40’ | Marcatori |  |

| Arbitro: | Gava (Conegliano) |

|            |           |                       |
| Amauri 15’ | Marcatori | 49’ (rig.) D'Agostino |

| Arbitro: | C. Russo (Nola) |

|                         |           |                                                           |
| Pastore 7’ Nocerino 48’ | Marcatori | 36’ Gilardino 70’ Camporese 78’ (aut.) Bovo 88’ Montolivo |

| Firenze 20 febbraio 2011, ore 15:00 CET 26ª giornata | Fiorentina        | 0 – 0 referto | Sampdoria | Stadio Artemio Franchi (21.723 spett.)\| Arbitro: \| Rizzoli (Bologna) \| |
| Arbitro:                                             | Rizzoli (Bologna) |               |           |                                                                           |

| Arbitro: | Guida (Torre Annunziata) |

|             |           |               |
| Ghezzal 87’ | Marcatori | 21’ Gilardino |

| Arbitro: | Celi (Campobasso) |

|                             |           |  |
| Mutu 21’, 24’ Gilardino 61’ | Marcatori |  |

| Arbitro: | De Marco (Chiavari) |

|  |           |            |
|  | Marcatori | 48’ Vargas |

| Arbitro: | Mazzoleni (Bergamo) |

|                        |           |                       |
| Mutu 21’ Gamberini 34’ | Marcatori | 27’ (rig.), 52’ Totti |

| Arbitro: | Gava (Conegliano) |

|                         |           |                             |
| Jiménez 18’ Caserta 86’ | Marcatori | 35’ Gilardino 69’ Montolivo |

| Arbitro: | Morganti (Ascoli Piceno) |

|            |           |                     |
| Vargas 79’ | Marcatori | 8’ Seedorf 41’ Pato |

| Firenze 17 aprile 2011, ore 15:00 CEST 33ª giornata | Fiorentina     | 0 – 0 referto | Juventus | Stadio Artemio Franchi (34.483 spett.)\| Arbitro: \| Orsato (Schio) \| |
| Arbitro:                                            | Orsato (Schio) |               |          |                                                                        |

| Arbitro: | Doveri (Roma) |

|           |           |                  |
| Cossu 46’ | Marcatori | 45+1’, 49’ Cerci |

| Arbitro: | Brighi (Cesena) |

|                                              |           |                       |
| Vargas 9’ D'Agostino 21’, 51’ Cerci 71’, 86’ | Marcatori | 29’ Pinzi 57’ Asamoah |

| Arbitro: | Banti (Livorno) |

|                                        |           |               |
| Pazzini 25’ Cambiasso 28’ Coutinho 77’ | Marcatori | 74’ Gilardino |

| Arbitro: | Giannoccaro (Lecce) |

|           |           |             |
| Cerci 20’ | Marcatori | 50’ Ramírez |

| Arbitro: | Calvarese (Teramo) |

|                      |           |                     |
| Éder 18’ Accardi 87’ | Marcatori | 2’ Vargas 75’ Cerci |

### Coppa Italia

#### Turni preliminari
| Arbitro: | Celi (Campobasso) |

|              |           |  |
| Babacar 119’ | Marcatori |  |

| Arbitro: | C. Russo (Nola) |

|                                      |           |  |
| Babacar 29’ Marchionni 43’ Cerci 47’ | Marcatori |  |

#### Fase finale
| Arbitro: | Mazzoleni (Bergamo) |

|                   |           |              |
| Crespo 115’, 117’ | Marcatori | 113’ Santana |

## Statistiche

### Statistiche di squadra
| Competizione | Punti | In casa | In casa | In casa | In casa | In casa | In casa | In trasferta | In trasferta | In trasferta | In trasferta | In trasferta | In trasferta | Totale | Totale | Totale | Totale | Totale | Totale | DR |
| Competizione | Punti | G       | V       | N       | P       | Gf      | Gs      | G            | V            | N            | P            | Gf           | Gs           | G      | V      | N      | P      | Gf     | Gs     | DR |
| ------------ | ----- | ------- | ------- | ------- | ------- | ------- | ------- | ------------ | ------------ | ------------ | ------------ | ------------ | ------------ | ------ | ------ | ------ | ------ | ------ | ------ | -- |
| Serie A      | 51    | 19      | 9       | 6       | 4       | 28      | 18      | 19           | 3            | 9            | 7            | 21           | 26           | 38     | 12     | 15     | 11     | 49     | 44     | +5 |
| Coppa Italia | -     | 2       | 2       | 0       | 0       | 4       | 0       | 1            | 0            | 0            | 1            | 1            | 2            | 3      | 2      | 0      | 1      | 5      | 2      | +3 |
| Totale       | 51    | 21      | 11      | 6       | 4       | 32      | 18      | 20           | 3            | 9            | 8            | 22           | 28           | 41     | 14     | 15     | 12     | 54     | 46     | +8 |

### Andamento in campionato
| Giornata  | 1 | 2  | 3  | 4  | 5  | 6  | 7  | 8  | 9  | 10 | 11 | 12 | 13 | 14 | 15 | 16 | 17 | 18 | 19 | 20 | 21 | 22 | 23 | 24 | 25 | 26 | 27 | 28 | 29 | 30 | 31 | 32 | 33 | 34 | 35 | 36 | 37 | 38 |
| --------- | - | -- | -- | -- | -- | -- | -- | -- | -- | -- | -- | -- | -- | -- | -- | -- | -- | -- | -- | -- | -- | -- | -- | -- | -- | -- | -- | -- | -- | -- | -- | -- | -- | -- | -- | -- | -- | -- |
| Luogo     | C | T  | C  | T  | C  | C  | T  | C  | T  | C  | T  | C  | T  | T  | C  | T  | C  | T  | C  | T  | C  | T  | C  | T  | T  | C  | T  | C  | T  | C  | T  | TC | C  | T  | C  | T  | C  | T  |
| Risultato | N | P  | P  | N  | V  | P  | P  | V  | N  | V  | P  | V  | P  | N  | V  | P  | P  | N  | V  | N  | N  | P  | V  | N  | V  | N  | N  | V  | V  | N  | N  | P  | N  | V  | V  | P  | N  | N  |
| Posizione | 7 | 17 | 19 | 18 | 15 | 17 | 20 | 15 | 15 | 11 | 13 | 12 | 13 | 15 | 13 | 14 | 15 | 16 | 13 | 13 | 13 | 14 | 13 | 13 | 10 | 12 | 12 | 11 | 9  | 10 | 10 | 11 | 10 | 9  | 9  | 9  | 9  | 9  |

Legenda:

Luogo: C = Casa; T = Trasferta. Risultato: V = Vittoria; N = Pareggio; P = Sconfitta.

### Statistiche dei giocatori
| Giocatore       | Serie A  | Serie A | Serie A     | Serie A    | Coppa Italia | Coppa Italia | Coppa Italia | Coppa Italia | Totale   | Totale | Totale      | Totale     |
| Giocatore       | Presenze | Reti    | Ammonizioni | Espulsioni | Presenze     | Reti         | Ammonizioni  | Espulsioni   | Presenze | Reti   | Ammonizioni | Espulsioni |
| --------------- | -------- | ------- | ----------- | ---------- | ------------ | ------------ | ------------ | ------------ | -------- | ------ | ----------- | ---------- |
| D. Agyei        | 0        | 0       | 0           | 0          | 0            | 0            | 0            | 0            | 0        | 0      | 0           | 0          |
| V. Avramov      | 1        | -2      | 0           | 0          | 2            | -2           | 0            | 0            | 3        | -4     | 0           | 0          |
| K. Babacar      | 18       | 0       | 0           | 0          | 3            | 2            | 1            | 0            | 21       | 2      | 1           | 0          |
| V. Behrami      | 17       | 0       | 0           | 0          | 0            | 0            | 0            | 0            | 17       | 0      | 0           | 0          |
| M. Bolatti      | 10       | 0       | 1           | 0          | 3            | 0            | 0            | 0            | 13       | 0      | 1           | 0          |
| A. Boruc        | 26       | -29     | 3           | 0          | 1            | 0            | 0            | 0            | 27       | -29    | 3           | 0          |
| M. Camporese    | 9        | 1       | 0           | 0          | 2            | 0            | 2            | 0            | 11       | 1      | 2           | 0          |
| F. Carraro      | 0        | 0       | 0           | 0          | 1            | 0            | 0            | 0            | 1        | 0      | 0           | 0          |
| A. Cerci        | 24       | 7       | 2           | 0          | 3            | 1            | 0            | 0            | 27       | 8      | 2           | 0          |
| G. Comotto      | 20       | 0       | 7           | 0          | 2            | 0            | 0            | 0            | 22       | 0      | 7           | 0          |
| G. D'Agostino   | 20       | 5       | 2           | 0          | 1            | 0            | 0            | 0            | 21       | 5      | 2           | 0          |
| L. De Silvestri | 26       | 1       | 3           | 0          | 2            | 0            | 1            | 0            | 28       | 1      | 4           | 0          |
| M. Donadel      | 29       | 1       | 10          | 0          | 2            | 0            | 0            | 0            | 31       | 1      | 10          | 0          |
| Felipe          | 5        | 0       | 3           | 1          | 1            | 0            | 0            | 0            | 6        | 0      | 3           | 1          |
| S. Frey         | 11       | -13     | 1           | 0          | 0            | 0            | 0            | 0            | 11       | -13    | 1           | 0          |
| A. Gamberini    | 35       | 1       | 3           | 0          | 1            | 0            | 0            | 0            | 36       | 1      | 3           | 0          |
| A. Gilardino    | 35       | 12      | 3           | 0          | 1            | 0            | 0            | 0            | 36       | 12     | 3           | 0          |
| N. Gulan        | 6        | 0       | 1           | 0          | 3            | 0            | 0            | 0            | 9        | 0      | 1           | 0          |
| S. Jovetic      | 0        | 0       | 0           | 0          | 0            | 0            | 0            | 0            | 0        | 0      | 0           | 0          |
| P. Krøldrup     | 19       | 0       | 6           | 2          | 3            | 0            | 0            | 0            | 22       | 0      | 6           | 2          |
| A. Ljajić       | 26       | 3       | 2           | 0          | 2            | 0            | 0            | 0            | 28       | 3      | 2           | 0          |
| M. Marchionni   | 24       | 1       | 3           | 0          | 2            | 1            | 0            | 0            | 26       | 2      | 3           | 0          |
| F. Masi         | 0        | 0       | 0           | 0          | 1            | 0            | 0            | 0            | 1        | 0      | 0           | 0          |
| R. Montolivo    | 29       | 2       | 4           | 1          | 1            | 0            | 0            | 0            | 30       | 2      | 4           | 1          |
| A. Mutu         | 20       | 4       | 4           | 0          | 0            | 0            | 0            | 0            | 20       | 4      | 4           | 0          |
| C. Natali       | 20       | 0       | 6           | 0          | 0            | 0            | 0            | 0            | 20       | 0      | 6           | 0          |
| Papa Waigo      | 1        | 0       | 0           | 0          | 1            | 0            | 0            | 0            | 2        | 0      | 0           | 0          |
| M. Pasqual      | 34       | 1       | 7           | 0          | 0            | 0            | 0            | 0            | 34       | 1      | 7           | 0          |
| C. Piccini      | 1        | 0       | 0           | 0          | 0            | 0            | 0            | 0            | 1        | 0      | 0           | 0          |
| M.A. Santana    | 28       | 4       | 4           | 0          | 2            | 1            | 1            | 0            | 30       | 5      | 5           | 0          |
| A. Seculin      | 0        | 0       | 0           | 0          | 0            | 0            | 0            | 0            | 0        | 0      | 0           | 0          |
| H. Seferović    | 1        | 0       | 0           | 0          | 2            | 0            | 0            | 0            | 3        | 0      | 0           | 0          |
| J.M. Vargas     | 24       | 4       | 1           | 1          | 0            | 0            | 0            | 0            | 24       | 4      | 1           | 1          |
| C. Zanetti      | 6        | 0       | 1           | 0          | 1            | 0            | 1            | 0            | 7        | 0      | 2           | 0          |